# Yvon Cloarec
Yvon Cloarec (13 de maig de 1960) va ser un ciclista francès especialista en pista. Va guanyar una medalla de plata al Campionat del món en tàndem de 1980 fent parella amb Franck Dépine.

## Palmarès
- 1980
  - 1r al Gran Premi de París en velocitat